# Pęcisława
Pęcisława, Pęcsława, Pęcława, Pęsława – staropolskie imię żeńskie, złożone z członów Pęci- (o znaczeniu: droga, wędrówka) i -sława. Oznacza: „ta, która podąża drogą sławy”.
Poświadczone w źródłach staropolskich w formach jako: Pęcisława (1265), Pęc(s)ława (1265), Pęsława (1310). W XX w. nie zostało odnotowane.
Pęcisława imieniny obchodzi 4 sierpnia i 5 grudnia.
Męskie odpowiedniki: Pęcisław, Pęcsław, Pęcław, Pęsław.